# Веселовский, Кшиштоф
Кшиштоф (Христофор) Веселовский (ум. 19 апреля 1637) — государственный деятель Великого княжества Литовского, подстолий великий литовский (1600—1604), стольник великий литовский (1604—1620), кравчий великий литовский (1620—1622), маршалок надворный литовский (1622—1635) и маршалок великий литовский (1635—1637).
Держал Мельницкое, Тыкоцинское и Суражское староства, администратор Гродненской экономии.

## Биография

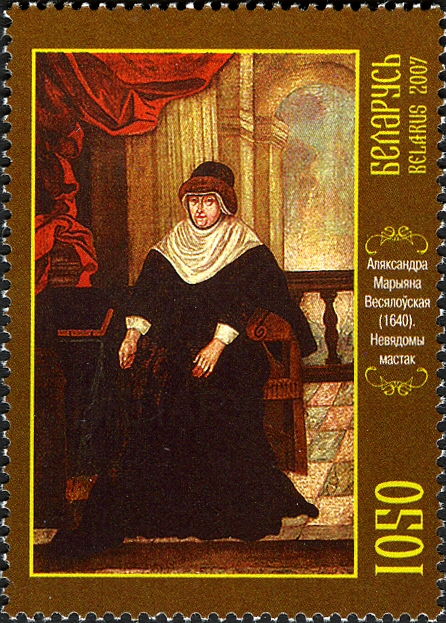
Жена Веселовского — Александра Марианна на почтовой марке Беларуси. 2007 г.

Представитель дворянского рода Веселовских герба «Огоньчик». Единственный сын маршалка великого литовского Петра Веселовского и Софии Любомирской.
Еще при жизни отца при поддержке польского короля Сигизмунда III Кшиштоф Веселовский получил староство тыкоцинское под Краковом. Позднее держал мельницкое и суражское староства, гродненскую экономию. Занимал ряд государственных должностей, в том числе тиуна виленского, городничего гродненского и лесничего новогрудского. Неоднократно избирался послом на сеймы, дважды был сеймовым маршалком (15 января — 26 февраля 1609) и (13 февраля — 13 марта 1618).
Участник войн Речи Посполитой с Русским государством, Швецией и Турцией. В 1598 году принимал участие в походе на Швецию, во время которого его корабль потерпел крушение.
Сторонник короля Речи Посполитой Сигизмунда III Вазы, во время рокоша Н. Зебжидовского (1606—1609) активно его поддерживал. В 1620 году на сейме был назначен комиссаром для разграничения Подляшского и Берестейского воеводств.
В 1622 году Кшиштоф Веселовский получил от короля Сигизмунда III должность маршалка надворного литовского.
Основатель и благодетель многочисленных церквей и монастырей. В Тыкоцине основал приют для ветеранов, как это отражено в сеймовой конституции от 1633 года. Пожертвовал свои белостокские имения на строительство замка в Тыкоцине, монастыря бригиток в Гродно, а также костёлов в Луньске, Квасах, Завадарах и Долистове.
Кшиштоф Веселовский внес свой вклад в строительство алтаря св. Себастьяна в монастыре бернардинцев в Тыкоцине, созданном в благодарность богу за спасение королевской семьи. В конце 1630 — начале 1631 года король Сигизмунд III Ваза с семьей и приближенными укрывался в замке Тыкоцина, спасаясь от чумы.
В 1632 году К. Веселовский был избран послом (депутатом) от Трокского воеводства на элекционный сейм, где поддержал избрание на польский престол Владислава IV Вазы. Начиная с 1632 года, частым гостем Кшиштофа Веселовского в Тыкоцине был польский король Владислав IV, проезжавший через Тыкоцин в Великое княжество Литовское.
В апреле 1635 года К. Веселовский получил должность маршалка великого литовского.
19 апреля 1637 года Кшиштоф Веселовский скончался. Он был похоронен в Гродно в подвале монастырской церкви Святой Бригитты, которую он сам и основал.
Был женат на Александре Марианне Собеской, дочери воеводы люблинского Марека Собеского (1549/1550-1605) от первого брака с Ядвигой Снопковской. Брак был бездетен. Воспитывал приёмную дочь Гризельду Вадынскую, будущую жену Яна Станислава Сапеги.